# Eutimesius simoni
Eutimesius simoni is een hooiwagen uit de familie Stygnidae.